# Athletic Club (Minas Gerais)
Ahtletic Club is een Braziliaanse voetbalclub uit São João del-Rei, in de deelstaat Minas Gerais. De club werd opgericht in 1909.
De club speelde in 1970 één seizoen in het Campeonato Mineiro en werd na dit seizoen terug een amateurclub. In 2018 werd de club terug professioneel na meer dan 48 jaar en begon in de derde klasse van de staatscompetitie, waarin ze meteen promotie wisten af te dwingen. Na een seizoen in de middenmoot werd de club in 2020 vicekampioen en promoveerde zo weer naar de hoogste klasse. In 2021 eindigde de club in de lagere middenmoot, maar in 2022 werd de club vicekampioen van de reguliere competitie. In de eindronde verloor de club wel van Cruzeiro. Ook in 2023 verloor de club in de halve finale, nu van Atlético Mineiro. Door de goede prestatie van 2022 plaatste de club zich voor de Copa do Brasil 2023 en de Série D 2023. De club eindigde samen met Portuguesa-RJ op de eerste plaats in de groepsfase en bereikte uiteindelijk de halve finales, waarin ze verloren van Ferroviária, echter volstond dit resultaat wel voor een promotie naar de Série C. De club begon goed aan het seizoen met vijf overwinningen op rij en werd op de zesde speeldag gestopt door Botafogo-PB. De club werd uiteindelijk tweede in de reguliere fase en kon in de tweede fase de finale bereiken, die ze verloren van Volta Redonda, maar de club promoveerde wel naar de Série B.
Amazonas ·
América Mineiro · 
Athletic · 
Athletico Paranaense ·
Atlético Goianiense · 
Avaí ·
Botafogo-SP ·
Chapecoense · 
Coritiba ·
CRB · 
Criciúma ·
Cuiabá ·
Ferroviária · 
Goiás ·
Novorizontino ·
Operário Ferroviário ·
Paysandu ·
Remo · 
Vila Nova ·  
Volta Redonda